# Verfassungsreferendum in Palau 1987
Das Verfassungsreferendum in Palau 1987 (Constitutional Referendum) wurde am 4. August 1987 in Palau durchgeführt, nachdem die fünf vorhergehenden Referenden (1983, 1984, Februar 1986, Dezember 1986, 1987) zum Compact of Free Association (COFA, Assoziierungsvereinbarung mit den Vereinigten Staaten) nicht die erforderlichen 75 % Zustimmung erhalten hatten. Die Anpassung der Verfassung sollte den Schwellenwert für die Mehrheit bei einer Abstimmung, konkret für die Abstimmung des Compact of Free Association herabsetzen. Die Abstimmungen waren jeweils positiv verlaufen, hatten aber immer die erforderliche Mehrheit verfehlt. 
Obwohl das Referendum von 73,3 % der Abstimmenden befürwortet wurde, wurde es später vom Supreme Court für ungültig erklärt, da auch hier die Abstimmenden nicht 75 % der erforderlichen Mehrheit erreicht hatten, welche im House of Delegates oder dem Senat erforderlich gewesen wären.

## Ergebnis
| Wahl                      | Stimmen | %    |
| ------------------------- | ------- | ---- |
| Dafür                     | 5.645   | 73,3 |
| Dagegen                   | 2.053   | 26,7 |
| Ungültig/nicht abgestimmt | 35      | -    |
| Gesamt                    | 7.733   | 100  |
| Source: Nohlen et al.     |         |      |